# Sarahan

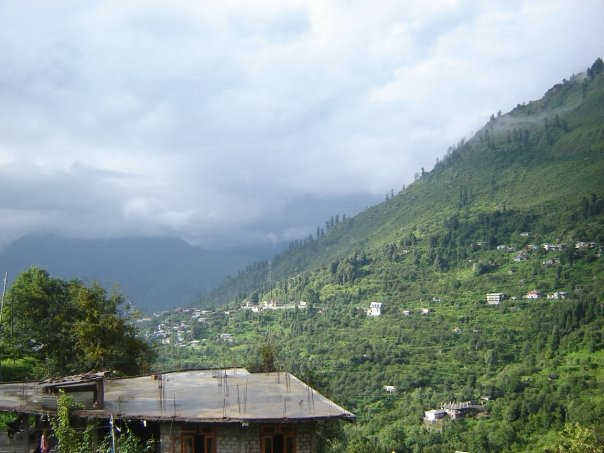
Vy över Sarahan.

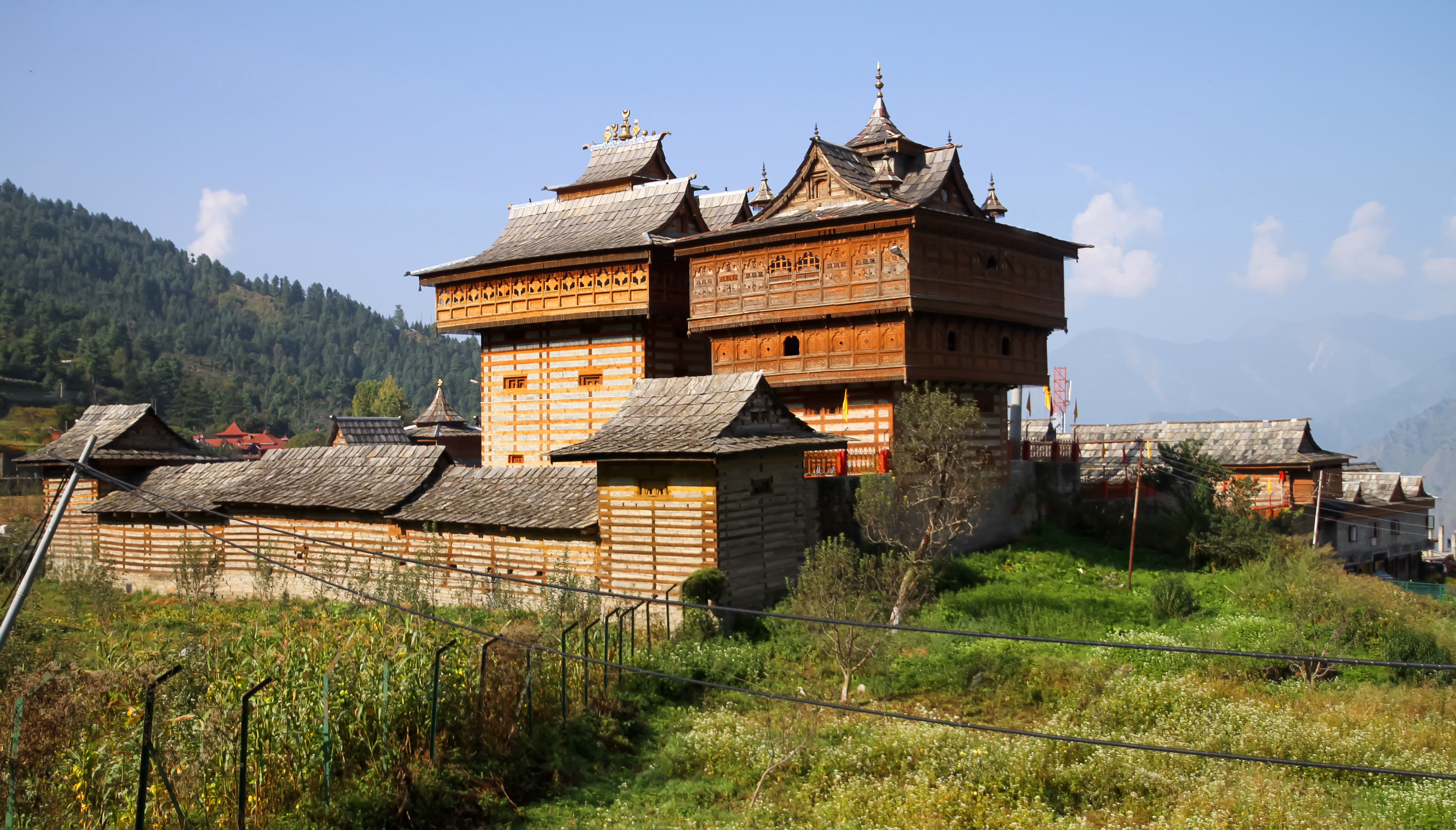
Bhimakali tempel i Sarahan.

Sarahan (hindi: सराहन Shonitpur) är en by i den indiska delstaten Himachal Pradesh, och ligger cirka 18 mil från delstatshuvudstaden Shimla. Den tillhör distriktet Shimla och hade 1 680 invånare vid folkräkningen 2011. Byn kallas ibland "porten till Kinnaur".